# Князевское сельское поселение (Татарстан)
Князевское се́льское поселе́ние — муниципальное образование в Тукаевском районе Татарстана Российской Федерации.
Административный центр — посёлок Совхоз «Татарстан».

## История
Статус и границы сельского поселения установлены Законом Республики Татарстан от 31 января 2005 года № 39-ЗРТ Законом Республики Татарстан от 31 января 2005 года № 42-ЗРТ «Об установлении границ территорий и статусе муниципального образования "Тукаевский муниципальный район" и муниципальных образований в его составе».

## Население
| 2010  | 2011  | 2012  | 2013  | 2014  | 2015  | 2016  |
| ----- | ----- | ----- | ----- | ----- | ----- | ----- |
| 4068  | ↗4075 | ↗4125 | ↗4216 | ↗4219 | ↗4257 | ↘4190 |
| 2017  | 2018  |       |       |       |       |       |
| ↘4156 | ↘4107 |       |       |       |       |       |

## Состав сельского поселения
| № | Населённый пункт   | Тип населённого пункта          | Население |
| - | ------------------ | ------------------------------- | --------- |
| 1 | Казиле             | деревня                         |           |
| 2 | Князево            | село                            |           |
| 3 | Совхоз «Татарстан» | посёлок, административный центр |           |
| 4 | Сосновый Бор       | посёлок                         |           |
| 5 | Чершелы            | деревня                         |           |